# La Provocation
Pour plus de détails, voir Fiche technique et Distribution.
La Provocation est un film franco-israélien d'André Charpak sorti en 1970.
Le film suit Christian Lambert, archéologue, qui arrive en Israël avec sa femme Jeanne et un groupe d'étudiants, à l'invitation de leur ami André, directeur d'un chantier de fouille. Parmi les étudiants, Isabelle semble amoureuse de Christian. Jeanne a du mal à accepter cette situation, mais un jour l'attitude provocante d'Isabelle va tout remettre en question.

## Synopsis
Christian (Jean Marais) et Jeanne Lambert (Maria Schell), un couple de professeurs cinquantenaire, ont accepté de conduire, sur un lieu de recherches archéologiques en Israël, un groupe d’étudiants.
À Tel-Aviv, André (André Charpak), qui fut étudiant à la Sorbonne avec Jeanne et Christian, dirige un chantier de fouille. Il accueille les voyageurs et les installe chez lui à Césarée, au bord de la mer. Le groupe d’étudiants est composé de quatre garçons et deux filles. Celles-ci sont deux sœurs. L’ainée, Françoise, est mariée à un vieil ami de Christian, Bertrand (Veit Rolin), un bon vivant qui ne se pose pas de problèmes. La seconde, Isabelle (Corinne Le Poulain), n’a pas plus de dix-sept ans. D’une grande beauté, elle est la femme-enfant, la jeune fille encore pure. Ne cachant pas son admiration amoureuse pour son professeur, elle essaie aussitôt sur Christian son charme naissant. Jeanne, qui a surpris leurs regards et l’attirance qui les rapproche, comprend que pour n’être pas celui de l’amour, le vertige qui emporte Christian n’en est pas moins dangereux. Isabelle est, maintenant, ce que fut Jeanne vingt ans plus tôt.
Cette douloureuse révélation pousse Jeanne à se confier auprès d’André, son ami d'enfance qui lui conseille la patience. Cependant, André a du mal à comprendre que Jeanne attache tant d’importance aux manigances d’Isabelle. Il est sincèrement révolté par l’idée qu’une femme comme Jeanne puisse se désintéresser aussi complètement d’un pays comme Israël parce que son mari s’est amouraché d’une gamine. Il y a des choses plus importantes au monde que la fidélité conjugale.
Un jour, André conduit Jeanne chez une veuve israélienne qui, elle, a tout perdu et supporte son infortune avec une dignité pathétique. Jeanne admire cette femme. Certes, il n’y a pas de commune mesure entre leurs peines, mais Jeanne estime que la sienne ne s’en trouve pas pour autant diminuée. Sous ses yeux, jour après jour, se joue parmi les paysages prestigieux d’Israël et les plages flamboyantes, le ballet des couples qui se font et se défont. En particulier, Jeanne trouve l’attitude d’Isabelle déconcertante. C’est une fille provocante qui s'arrête au moment crucial et s'amuse à affoler sa proie. Elle apparaît comme la plus irréductible de ces adolescentes rebelles.
Le prestige de Christian n’est pas sans charme. Christian est d’autant plus séduisant qu’il ne cherche pas à séduire Isabelle ; il n’est pas un amateur de femmes, encore moins de petites filles. Simplement, il est fasciné par ce rêve qui s’offre à lui, ce mirage de l’amour fou qui le reporte vingt ans en arrière : à ce temps prodigieux de la vie où tout paraissait possible. Il s’applique à traiter Isabelle en enfant, mais celle-ci voit bien, qu’à ses yeux, elle est déjà une femme. Un jour, Isabelle entraîne Christian en folle randonnée à moto où tous deux n’échappent que de peu, à la fois aux pièges du désir et à l’accident mortel.
L’un des garçons, Dominique, est amoureux d’Isabelle. Mais plutôt que d’admettre que Christian, ce « vieux », puisse être son rival, il se montre brutal, férocement railleur. C’est pour le pousser à bout qu’Isabelle devient de plus en plus provocante et imprudente. Elle va jusqu’à s’introduire dans la chambre de Christian en l’absence de Jeanne. Celle-ci les surprend et l’évidente innocence de son mari ne la rassure pas.
Un soir, au cours d’un bal, une rixe éclate entre André et un jeune israélien trop entreprenant. André tombe et se blesse ; il faut le conduire dans une clinique. C’est Bertrand, l’homme raisonnable, qui s’en charge. Alors qu’on le croit aussi parti, Christian entend une conversation entre un étudiant et Isabelle où il est surtout question de Dominique. Christian, exaspéré par son attitude, la gifle. D’abord stupéfaite et blessée dans son amour propre (car elle ne jouait pas seulement la comédie), Isabelle rejoint ses camarades. Décidée à marquer la rupture avec l’enfance de façon inoubliable, elle partage les jeux de Dominique avec une frénésie nouvelle et se donne à lui.
La campagne de fouilles s'achève. Les étudiants reprennent l'avion pour Paris. Cette fois-ci, Isabelle repart comme si rien ne s’était passé. Finalement, Christian, qui avait déjà à plusieurs reprises senti l’absurdité de son aventure avec Isabelle, revient vers sa femme et la prenant dans ses bras retrouve, en cet instant, toute sa joie oubliée. II se reprend à aimer sa femme. Christian et Jeanne demeureront quelques semaines en Israël, dont ils n'ont pas épuisé le charme. Pourtant, Jeanne aura vécu son vrais dernier été. Plus jamais, elle ne connaîtra cette acidité, cette fraîcheur, ce goût de menthe : la Jeunesse.

## Fiche technique
- Titre original : La Provocation
- Autre titre : Les Dauphins nus[2]
- Réalisation : André Charpak
- Scénario : André Charpak[3], Jean Verdun[3], Georges Magnane[4]
- Photographie : Georges Barsky
- Son : René Levert
- Musique  originale : Serge Lancen[4]
- Musique : Dov Seltzer (en)[3]
- Montage : Janine Verneau, Patricia Fouque
- Production : Henri Jouf, Itzik Kol
- Société de production	: Jeune Cinéma[3],[4], Théâtre de France[4], Israel Motion Picture Studios[3]
- Société de distribution : Les Films Fernand Rivers (Paris)
- Pays d'origine :  France,  Israël[1]
- Langue d'origine : français
- Format : couleur — 35 mm
- Genre : Drame psychologique
- Durée : 85 minutes
- Date de sortie : France : 11 février 1970
- Numéro de visa : 35487
- Visa délivré le 10 02 1970

## Distribution
- Jean Marais : Christian
- Maria Schell : Jeanne
- Corinne Le Poulain : Isabelle
- André Charpak : André
- Evelyne Dassas : Françoise
- Veit Relin : Bertrand
- Gérard Robard[5] : Dominique

## Autour du film
Dans sa biographie sur Marais, Gilles Durieux dit de ce troisième et dernier long métrage d’André Charpak, tourné entièrement en Israël, qu'il montre un professeur d’archéologie parisien aux prises avec une jeune étudiante particulièrement entreprenante. L’ennui, c’est que cette relation orageuse entre maître et élève, qui se termine d’ailleurs par un fiasco, sert en fait de mince fil conducteur et de prétexte à faire goûter assez lourdement aux charmes d’un pays encore neuf en 1969. « Même si la cause peut paraître juste, on ne fait guère de bon cinéma avec une démarche qui relève surtout de la promotion touristique. »
Pour Christian Dureau, le film de Chapak ressemble davantage à un documentaire photographique sur Israël qu'à un véritable long métrage de fiction. Une légère intrigue sentimentale est prétexte à la découverte touristique de la région.
De même, Carole Weisweiller, autre biographe dit aussi que ce film ambitieux, d’une histoire d’amour au cœur d’un pays en guerre, Israël, n’est pas très convaincant et que Jean Marais paraît mal à l’aise.
À sa sortie le film a eu une faible audience : seulement 91 408 entrées selon le Box Office France 1970.
Le film est introuvable, pas de VHS ni de DVD et n’est jamais diffusé à la télévision.